# Landtag della Sassonia

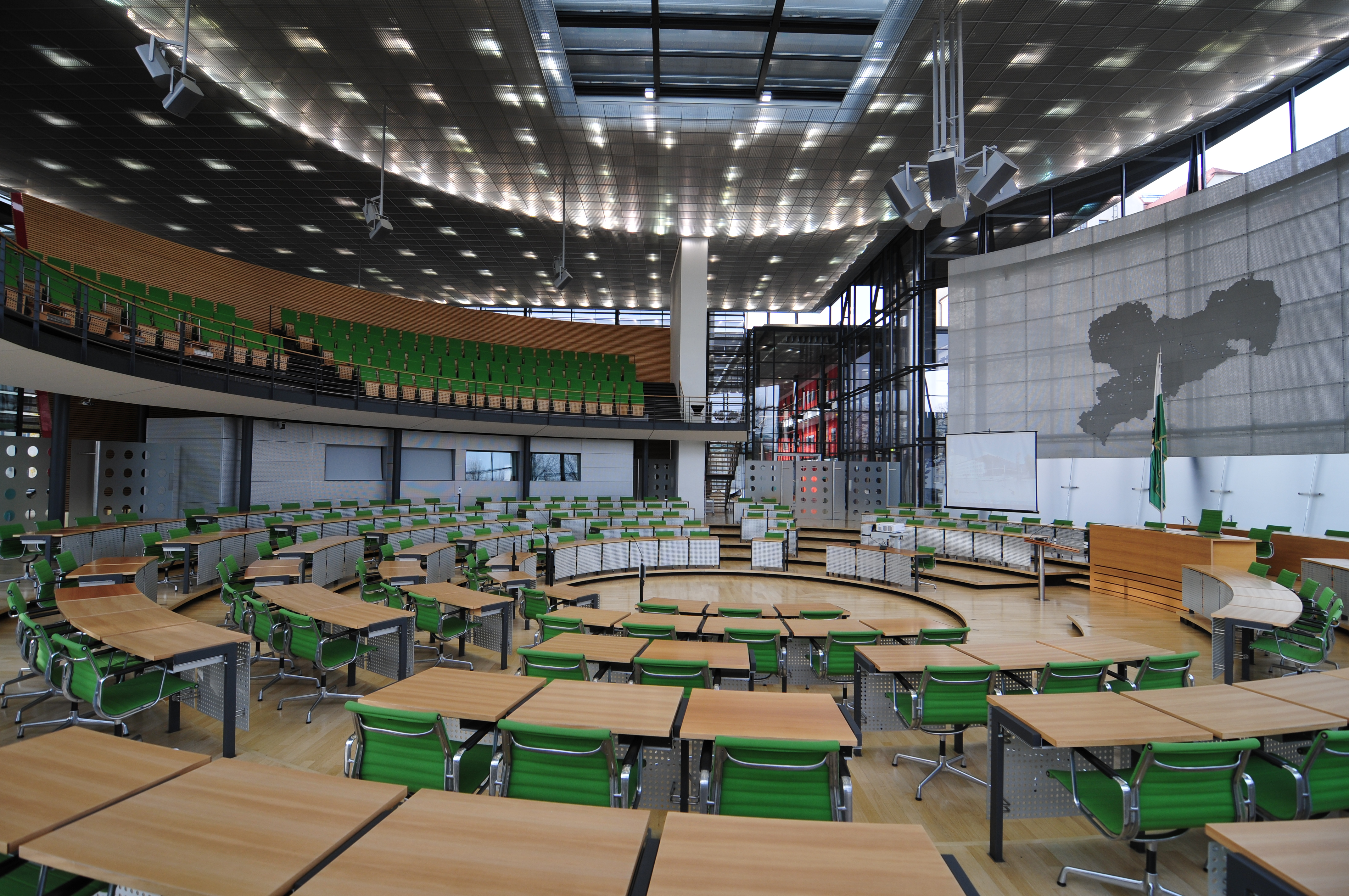
L'assemblea del Landtag

Il Landtag della Sassonia (Dieta statale della Sassonia, in tedesco: Sächsischer Landtag; in alto sorabo: Sakski krajny sejm) è l'assemblea legislativa monocamerale dello stato federato tedesco della Sassonia, composta da 120 membri. La sede dell'organo legislativo è a Dresda.